# Danestal
Danestal ist eine französische Gemeinde mit 379 Einwohnern (Stand: 1. Januar 2022) im Département Calvados in der Region Normandie. Sie gehört zum Arrondissement Lisieux und zum Kanton Cabourg. Die Einwohner werden als Petivillais bezeichnet.

## Geografie
Danestal liegt etwa 42 Kilometer ostnordöstlich des Stadtzentrums von Caen. Umgeben wird Danestal von Branville im Norden, Annebault im Osten und Nordosten, Bonnebosq im Südosten, Beaufour-Druval im Süden und Südosten, Cresseveuille im Süden und Südwesten sowie Heuland im Westen und Nordwesten. Das Gemeindegebiet wird vom Flüsschen Ancre und von der Autobahn A13 durchquert.

## Bevölkerungsentwicklung
| Jahr                             | 1962 | 1968 | 1975 | 1982 | 1990 | 1999 | 2006 | 2013 |
| -------------------------------- | ---- | ---- | ---- | ---- | ---- | ---- | ---- | ---- |
| Einwohner                        | 200  | 174  | 155  | 151  | 199  | 236  | 265  | 357  |
| Quelle: Cassini, EHESS und INSEE |      |      |      |      |      |      |      |      |

## Sehenswürdigkeiten

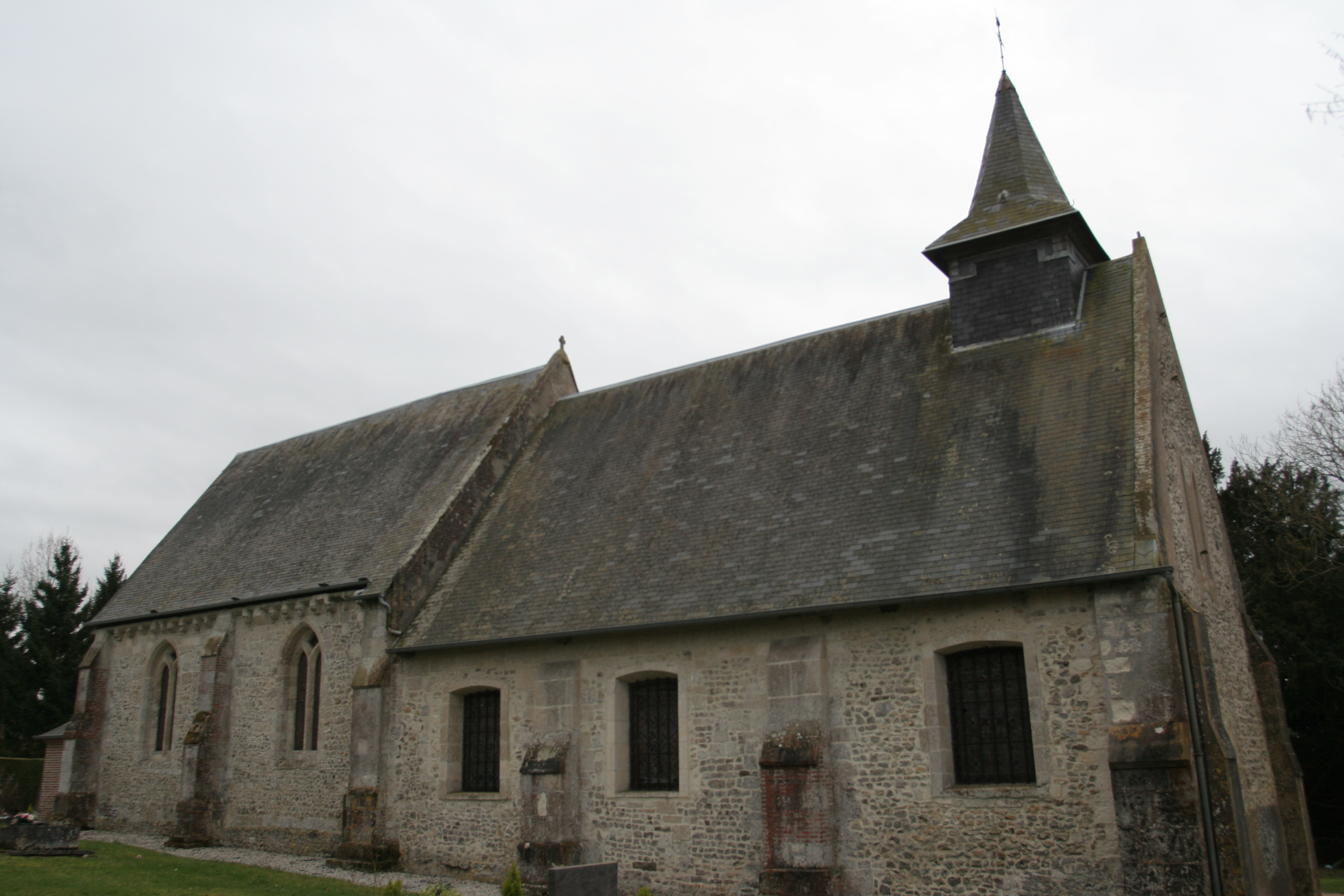
Kirche Saint-Germain

- Kirche Saint-Germain